# Lukas Nielsen
Lukas Fredrik Christian Nielsen (Malmö, 23 dicembre 1885 – Copenaghen, 29 aprile 1964) è stato un ginnasta danese.

## Palmarès

### Olimpiadi
- 2 medaglie:
  - 1 oro (Anversa 1920 nel concorso libero a squadre)
  - 1 bronzo (Stoccolma 1912 nel concorso libero a squadre)